# Davy Crockett (film fra 1910)
 For alternative betydninger, se Davy Crockett (flertydig). (Se også artikler, som begynder med Davy Crockett)
Davy Crockett er en amerikansk stumfilm fra 1910 af Francis Boggs.